# Óscar Cano Moreno
Óscar Pedro Cano Moreno (nascut el 6 de novembre de 1972) és un entrenador de futbol espanyol, actualment al CD Tenerife.

## Carrera com a entrenador
Nascut a Granada, Andalusia, Cano va començar la seva carrera directiva al CD Imperio d'Albolote i, posteriorment, va dirigir els seus veïns Arenas CD a Tercera Divisió, abans de passar al CD Baza de Segona Divisió B l'estiu del 2006. Després de portar el club a una històrica 12a posició, va ser nomenat al capdavant del Granada CF, també de tercer nivell.
A l'octubre de 2008, Cano va deixar el club i va ser nomenat entrenador del Polideportivo Ejido el gener de 2010. L'1 de juliol de 2010 va ser nomenat a la UD Salamanca de Segona Divisió, en substitució del dimitit Jorge D'Alessandro.
Cano va ser acomiadat pels Charros el 14 de febrer de 2011, després de patir deu derrotes consecutives. El 26 de juliol es va incorporar a la UD Melilla i va deixar el club el juny de 2012.
El 10 de desembre de 2012, Cano va ser nomenat al capdavant del Reial Betis B, en substitució de Puma, acomiadat. Després d'aconseguir l'ascens de nou a la tercera categoria al final de la campanya 2013-14, va fitxar pel CE Alcoià; va ser acomiadat el 16 de febrer de 2015, després de guanyar només tres punts de 18.
El 14 de juliol de 2015, Cano va ser nomenat entrenador de l'Elx CF Ilicitano, però va dimitir el 3 d'agost a causa de la mala situació del club dins i fora del camp.
Cano va ser contractat pel club de tercera categoria CE Castelló el 10 de desembre de 2018, després de l'acomiadament de David Gutiérrez. En la seva primera temporada completa amb els valencians, van guanyar el seu grup abans de derrotar a la UE Cornellà en una final d'eliminatòria a l'estadi de La Rosaleda per tornar a la segona divisió per primera vegada en una dècada.
L'11 de gener de 2021, Cano va abandonar els Orelluts de mutu acord Va prendre el control de la Primera Divisió RFEF del CD Badajoz l'1 de juliol, però va ser acomiadat el 8 de febrer de 2022.
Cano va anar posteriorment al Deportivo de La Coruña i després al CE Sabadell FC, i fou cessat del primer club per les pobres actuacions fora de casa, mentre que va deixar el Sabadell després de no poder evitar el descens a la Primera Federació 2023–24. El 3 de juny de 2024, va retornar a la segona divisió en signar contracte per entrenar el CD Tenerife.